# Гарп, Торкильд
Торкильд Гарп (дат. Torkild Garp; 31 января 1883, Копенгаген — 16 февраля 1976, Гентофте, Копенгаген) — датский гимнаст, серебряный призёр Летних Олимпийских игр 1912 года в Стокгольме в командном первенстве по шведской системе.